# Wiktorija Alexandrowna Sliwko
Wiktorija Alexandrowna Sliwko (russisch Виктория Александровна Сливко; englisch Victoria Slivko; * 5. Mai 1994 in Muromzewo) ist eine russische Biathletin.

## Karriere

### Anfänge
Wiktorija Alexandrowna Sliwko nahm erstmals im Rahmen der Juniorenweltmeisterschaften 2013 in Obertilliach an internationalen Wettkämpfen teil. Dort gewann sie mit der russischen Staffel Gold und erreichte mit einem sechsten Platz im Sprint und einem neunten Platz in der Verfolgung zwei Top-Ten-Ergebnisse.
Bei den Juniorenweltmeisterschaften im nächsten Jahr wurde die russische Staffel Zweite und gewann damit Silber. Außerdem trat Sliwko nur im Einzel und wurde dort Vierte.
2015 trat Sliwko bei den Junioreneuropameisterschaften in Otepää an und gewann im Einzel Gold. In der Verfolgung verfehlte sie, nach einem achten Platz im Sprint, eine zweite Medaille mit einem vierten Platz knapp. Die russische Staffel setzte sich gegen die anderen Staffeln durch und gewann Gold. Bei den Juniorenweltmeisterschaften desselben Jahres konnte die Staffel, wie im Vorjahr, Silber gewinnen. Ihr bestes Einzelergebnis erreichte sie mit einem fünften Platz im Einzel.
Zu Beginn der Saison 2015/16 trat Sliwko erstmals im IBU-Cup an und wurde bei einem der beiden Sprintrennen in Idre Fünfte. Im italienischen Ridnaun gewann sie, zusammen mit Uljana Kaischewa, Matwei Jelissejew und Alexei Wolkow in der Mixed-Staffel, ihr erstes Rennen im IBU-Cup. Im Sprintrennen und im Verfolgungsrennen verfehlte sie das Podest mit den Plätzen fünf und vier knapp. In der Gesamtwertung des IBU-Cups wurde sie am Ende der Saison siebte.
Bei ihren ersten Europameisterschaften startete sie nur in der Single-Mixed-Staffel und gewann diese mit Anton Babikow.

### Erster Weltcupeinsatz (seit 2016/17)
In die Saison 2016/17 startete Sliwko mit einem Sieg in der Mixed-Staffel. In Martell konnte sie ihre Platzierungen von einem fünften, über einen vierten, auf einen dritten Platz verbessern und erreichte so ihre erste Podestplatzierung. Zu Beginn des Jahres 2017 durfte sie dann erstmals in Staffelrennen des Weltcups starten. Die russische Staffel erreichte einmal den 13. und einmal den 5. Rang. Im finnischen Kontiolahti startete sie zuerst im IBU-Cup und erreichte zweimal das Podest und verbesserte ihre persönliche Bestleistung auf einen zweiten Platz. Anschließend startete sie sowohl in Kontiolahti als auch in Oslo im Weltcup und erreichte in drei von vier Rennen die Punkteränge. Die Saison beendete sie mit einer neuen persönlichen Bestleistung, ein 24. Platz in der Verfolgung. In der Gesamtwertung des IBU-Cups wurde sie Fünfte. In der Gesamtwertung des Weltcups konnte sie den 76. Platz erreichen.
In der Saison 2017/18 startete Sliwko von Anfang an im Weltcup. Sie startete im ersten Rennen der Saison, der Single-Mixed-Staffel, in Östersund und wurde mit Jelissejew achte. Im Einzel wurde sie 28. und auch in Sprint und Verfolgung erreichte sie die Punkteränge. Mit der russischen Staffel verfehlte sie, mit zwei vierten Plätzen, sowohl in Hochfilzen als auch in Oberhof das Podest knapp. Bei den beiden Sprints in Annecy und in Oberhof verpasste sie die Verfolgung und erreichte ihre schlechtesten Platzierungen im Weltcup. Beim Einzel in Ruhpolding erreichte sie mit einem 39. Platz wieder knapp die Punkteränge.
Anschließend nahm sie an den Europameisterschaften teil und gewann Bronze im Einzel und verpasste eine zweite Bronzemedaille im Sprint mit einem vierten Platz knapp. Mit der Mixed-Staffel konnte sie abschließend noch Silber gewinnen.
Nach den Europameisterschaften startete sie wieder im IBU-Cup und gewann dort im Sprint ihr erstes Rennen. Diese Platzierung konnte sie in der anschließenden Verfolgung nicht halten und wurde achte. Nach diesem Einsatz startete sie wieder im Weltcup und erreicht noch einmal die Punkteränge. Nachdem sie in der vorhergehenden Saison 76. in der Gesamtwertung war, verbesserte sie sich auf den 71. Rang.

## Statistik

### Weltcupplatzierungen
Die Tabelle zeigt alle Platzierungen (je nach Austragungsjahr einschließlich Olympische Spiele und Weltmeisterschaften).
- 1.–3. Platz: Anzahl der Podiumsplatzierungen
- Top 10: Anzahl der Platzierungen unter den ersten zehn (einschließlich Podium)
- Punkteränge: Anzahl der Platzierungen innerhalb der Punkteränge (einschließlich Podium und Top 10)
- Starts: Anzahl gelaufener Rennen in der jeweiligen Disziplin
- Staffel: inklusive Mixed- und Single-Mixed-Staffeln

| Platzierung              | Einzel | Sprint | Verfolgung | Massenstart | Staffel | Gesamt |
| ------------------------ | ------ | ------ | ---------- | ----------- | ------- | ------ |
| 1. Platz                 |        |        |            |             |         |        |
| 2. Platz                 |        |        |            |             |         |        |
| 3. Platz                 |        |        |            |             |         |        |
| Top 10                   |        |        |            |             | 5       | 5      |
| Punkteränge              | 2      | 2      | 4          |             | 6       | 14     |
| Starts                   | 3      | 10     | 4          |             | 6       | 23     |
| Stand: 31. Dezember 2021 |        |        |            |             |         |        |

### Biathlon-Europameisterschaften
| Europameisterschaft | Europameisterschaft | Einzelwettbewerbe | Einzelwettbewerbe | Einzelwettbewerbe | Einzelwettbewerbe | Staffelwettbewerbe | Staffelwettbewerbe   |
| Jahr                | Ort                 | Einzel            | Sprint            | Verfolgung        | Massenstart       | Mixedstaffel       | Single-Mixed-Staffel |
| ------------------- | ------------------- | ----------------- | ----------------- | ----------------- | ----------------- | ------------------ | -------------------- |
| 2016                | Tjumen              |                   | –                 | –                 | –                 | –                  | 1.                   |
| 2018                | Ridnaun             | 3.                | 4.                | 16.               |                   | 2.                 | –                    |

### Juniorenweltmeisterschaften
| Weltmeisterschaft | Weltmeisterschaft | Einzel | Sprint | Verfolgung | Staffel |
| Jahr              | Ort               | Einzel | Sprint | Verfolgung | Staffel |
| ----------------- | ----------------- | ------ | ------ | ---------- | ------- |
| 2013              | Obertilliach      | 41.    | 6.     | 9.         | 1.      |
| 2014              | Presque Isle      | 4.     | –      | –          | 2.      |
| 2015              | Minsk             | 5.     | 22.    | 20.        | 2.      |